# Chi Nhông cát
Chi Nhông cát (Leiolepis) là một nhóm nhông mà hiện tại người ta còn biết tới rất ít ỏi. Chúng là các loài nhông bản địa tại Thái Lan, Myanma, Lào, Campuchia, Indonesia và Việt Nam. Chúng là các loài bò sát thích nghi với kiểu sống chạy trên mặt đất, ưa thích sống trong các khu vực thưa thớt cây cối và khô cằn. Chúng còn được gọi là kỳ nhông, dông hay kỳ nhông cát. Chi Leiolepis là chi duy nhất trong phân họ Nhông cát (Leiolepidinae).

## Các loài
Tính tới thời điểm tháng 11 năm 2010 thì chi này có 8 loài:

### Sinh sản hữu tính
- Leiolepis belliana (Hardwicke & Gray, 1827) – Nhông cát benly, nhông cát thông thường[6]
- Leiolepis guttata (Cuvier, 1829) – Nhông cát khổng lồ, nhông cát đốm
- Leiolepis peguensis Peters, 1971 – Nhông cát Miếm điện
- Leiolepis reevesii (Gray, 1831) – Nhông cát Trung Quốc, nhông cát Reeves
- Leiolepis rubritaeniata Mertens, 1961

### Sinh sản vô tính
- Leiolepis boehmei Darevsky & Kupriyanova, 1993 – Nhông cát Böhme
- Leiolepis guentherpetersi Darevsky & Kupriyanova, 1993 – Nhông cát Peters
- Leiolepis ngovantrii Grismer & Grismer, 2010[5] - Nhông cát Ngô Văn Trí, nhông cát trinh sản
- Leiolepis triploida Peters, 1971 – Nhông cát Thái Lan, nhông cát Mã Lai